# 淵上謙三
淵上 謙三（ふちがみ けんぞう、天保12年8月10日（1841年9月24日） - 慶応2年11月10日（1866年12月16日））は江戸時代末期（幕末）の筑後国の志士。

## 生涯

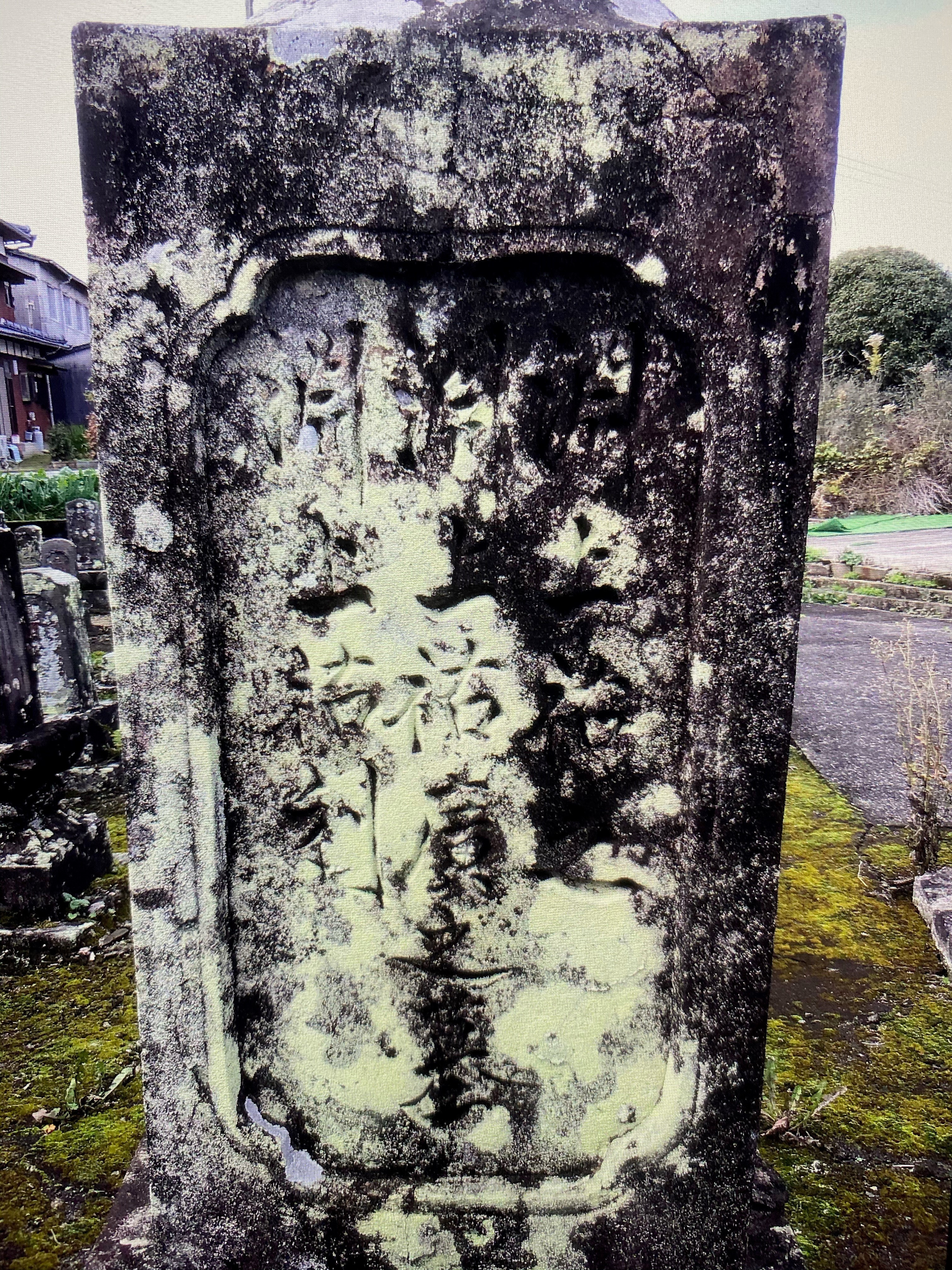
淵上郁太郎祐廣、淵上謙三祐利の墓石。長兄祐之名もあり。福岡県筑後市水田来迎寺前淵上家墓所に現存。

筑後国下妻郡水田村（現：福岡県筑後市水田）の淵上祐次祐吉（祐成二男）、とも子(城崎太作二女）の三男。諱は祐利、兄に淵上郁太郎がいる。生年は天保13年（1842年）とも。通称は初め三太郎。
久留米藩士の大鳥居理兵衛から漢籍を、真木和泉から山梔窩で国学を学び、のち江戸で郁太郎とともに大橋訥庵の門人となる。文久元年に帰国して幽居中の真木和泉に仕え、文久2年2月ともに脱藩して薩摩に赴いた。4月に伏見で寺田屋騒動に遭遇し、久留米藩に戻され幽閉される。文久3年2月に赦されたのち6月三条実美の守衛となる。
幕末、郁太郎とともに尊王論を唱えている。謙三は真木保臣に従い常に行動を共にしていた。謙三は太宰府に幽閉された五卿の一人三条実美の随従の身分(芳木春太郎を名乗る)であった。兄の郁太郎が幕府方に屈服し変節したとの風評が伝わり太宰府の同僚たちより交際をせぬよう注意を受け交際は自重していたが、肥前田代の神主三橋三河守が謙三に面会に来たことから郁太郎との交際が続いていると指摘された。郁太郎が身を寄せていた当時の肥前田代は対馬藩の飛び地であり、藩老で攘夷派平田大江（慶応元年（1865年）、対馬藩佐幕派勝井五八郎の残党に暗殺される、子の主米は翌日自刃））の采邑、ここなら太宰府の弟謙三、故郷の両親とも連絡がとりやすいと思われ、三橋三河守の面会により密通が疑われる。久留米藩出身の水野渓雲斎（正名，丹後）が処分を三条に伺ったところ、三条から「士道を立てよ」との裁断を受け、慶応2年11月10日（1866年12月16日）謙三は太宰府天満宮社家小野加賀邸玄関先（現：定遠館）で割腹、自刃した。自刃した場所が小野加賀邸であるのは、小野加賀が真木保臣の実弟にして小野氏倫の養子であったこと、水野渓雲斎ほか同藩士も小野加賀邸に止宿していたためとされる。遺詩は「満腔赤心不二自疑一、一死長為二忠義鬼一」。
謙三の自刃の状況（介錯人久留米藩深山鹿之助）は大正2年（1913年）10月21日付福岡日日新聞に掲載された記事「太宰府の七卿西下記念碑今廿一日除幕式を挙行す」内で小野加賀の子息小野隆助が述べている。
謙三が自刃に使用し血痕が付着したままの刀は遺族によって保管されていたが第二次世界大戦終戦時に米軍に接収されたとの記録がある。

## 顕彰

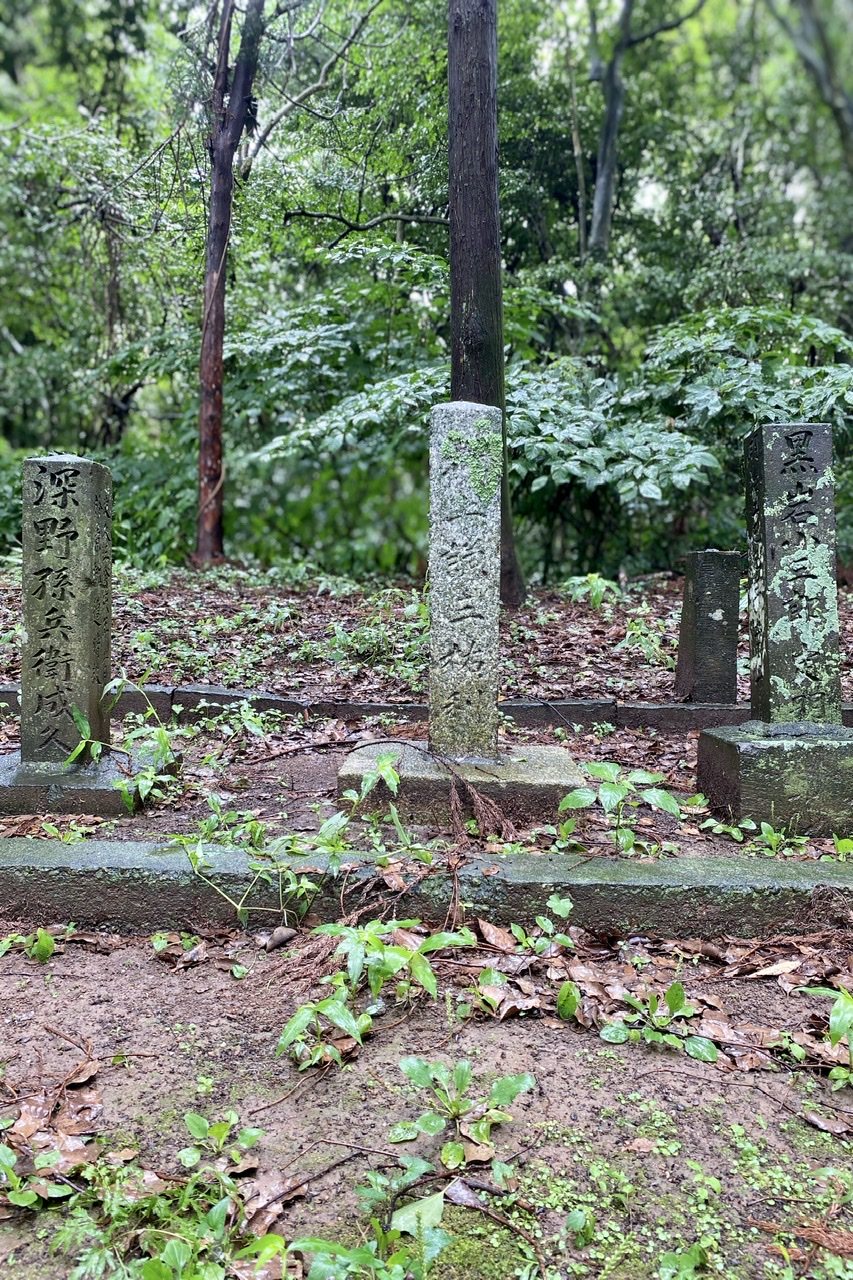
淵上謙三墓（山川招魂社）

明治35年（1902年）11月8日、従五位を追贈された。
姓氏家系大辞典刊行会昭和9年（1934年）姓氏家系第３巻の淵上の項には謙三について次の記載がある。
謙三祐利の墓は淵上一族の墓と同じ敷地内の福岡県筑後市水田に現存する。ほかに、自刃した小野加賀邸南側にある光明寺の裏山執行領にあり、表面は淵上祐利墓(三条実美書)、裏面は維筑後水田之人也在太宰府慶応丙寅十一月十日卒葬之執行領、との墓碑写真付きで記録があるが、現認されていない。

明治2年(1869年)、旗崎招魂場（現・山川招魂社：久留米市）にも真木保臣ら明治維新の志士37柱とともに建立、現存する。